# Conrad Boton
Pour les articles homonymes, voir Boton.
Vous pouvez aider à l'améliorer ou bien discuter des problèmes sur sa page de discussion.
- Il ne s’appuie pas, ou pas assez, sur des sources secondaires ou tertiaires. (Marqué depuis août 2025)
- Sa forme n’est pas encyclopédique et ressemble trop à un curriculum vitæ. Modifiez le texte pour aider à le transformer en article neutre. (Marqué depuis août 2025)
- Son ton est trop promotionnel ou publicitaire, voire hagiographique. Le texte doit adopter un ton neutre et encyclopédique. (Marqué depuis août 2025)
- Il est orphelin : moins de trois articles lui sont liés. Aidez à ajouter des liens en plaçant le code [[Conrad Boton]] dans les articles relatifs au sujet. (Marqué depuis août 2025)

- Archive Wikiwix
- Bing
- Cairn
- DuckDuckGo
- E. Universalis
- Gallica
- Google
- G. Books
- G. News
- G. Scholar
- Persée
- Qwant
- (zh) Baidu
- (ru) Yandex
- (wd) trouver des œuvres sur Wikidata

Conrad Boton est un professeur titulaire et chercheur en technologies de l’information appliquées au domaine de la construction. Il enseigne au Département de génie de la construction de l’École de technologie supérieure (ÉTS), Université du Québec, à Montréal (Canada). Ses recherches portent sur le Building Information Modeling (BIM), la simulation 4D, l’impression 4D, la réalité virtuelle et augmentée, ainsi que l’intelligence artificielle appliquée à la construction.

## Biographie
Originaire du Bénin, Conrad Boton obtient en 2002 un diplôme d’ingénieur des travaux en génie civil à l’Université d'Abomey-Calavi. En 2009, il décroche une maîtrise en gestion de projet à l’Université Senghor d’Alexandrie (Égypte). En 2013, il soutient un doctorat en sciences de l’architecture à l’Université de Lorraine (France), avec une thèse intitulée Conception de vues métiers dans les collecticiels orientés service. Vers des multi-vues adaptées pour la simulation 4D/nD de la construction, préparée au Centre de Recherche en Architecture et Ingénierie (CRAI) de l'École nationale supérieure d'architecture de Nancy.
Il a travaillé pendant 6 années au Luxembourg Institute of Science and Technology (LIST).
Il rejoint l’ÉTS en 2015 comme professeur agrégé et est actuellement professeur titulaire. Il est également directeur du Laboratoire de recherche sur les technologies de l’information dans la construction (LaRTIC) qu'il a créé et qui jouit d'une bonne réputation internationale.

## Travaux de recherche
Les recherches de Conrad Boton couvrent plusieurs axes :
- BIM et simulation 4D/5D/6D : développement d’approches de modélisation intégrant la dimension temporelle et l’analyse des impacts environnementaux[5].
- Impression 4D : exploration de l’usage de matériaux intelligents et de l’impression 3D pour la préfabrication en construction[6].
- Santé et sécurité au travail : intégration de la vision par ordinateur et du BIM pour prévenir les accidents sur les chantiers.
- Enseignement à distance : analyse des défis rencontrés lors de la pandémie de COVID-19[7].

## Publications et diffusion
Depuis 2017, Conrad Boton a publié une centaine d'articles scientifiques dans des revues à comité de lecture et dans des conférences internationales. Ses travaux ont été cités plus de 1 700 fois dans la littérature scientifique. Il contribue également à la diffusion des connaissances par le biais de son blog.

## Activités publiques et collaborations
Il a été interviewé par Radio-Canada sur les applications de la réalité virtuelle et augmentée dans la construction. Il participe à des conférences internationales, notamment en tant qu’orateur invité (keynote speaker) à la conférence annuelle de l'International Society for Computing in Civil and Building Engineering ICCCBE2024.

## Engagement institutionnel
Conrad Boton a siégé au comité consultatif du projet DigiPLACE, financé par le programme Horizon 2020 de l’Union européenne. Il est également membre du conseil scientifique international du projet « College of Engineering – Énergie, Infrastructure de Transport, Environnement », soutenu par la Banque mondiale.